# Francis Arcier
A. Francis Arcier född 1890 i London England död 1969 i USA, var en engelsk-amerikansk flygplanskonstruktör.
Arcier emigrerade till USA och blev amerikansk medborgare 1929. Han anställdes som flygplanskonstruktör vid Wittemann 1919 som han lämnade 1925 för en tjänst vid Fokkers amerikanska dotterbolag. 1928-1930 var han konstruktör vid General Airplanes Corp och 1930-1947 var han konstruktionschef vid Waco Aircraft Co. Från 1948 fram till sin pensionering 1963 var han forskningschef vid Wright-Patterson Air Force Base, därefter arbetade han som konsult åt USAF fram till 1968.